# 坦博區 (拉馬爾省)
12°57′24″S 74°09′48″W / 12.9568°S 74.1633°W
坦博區（西班牙語：Distrito de Tambo），是秘魯的一個區，位於該國中南部阿亞庫喬大區的拉馬爾省，面積335.2平方公里，海拔高度3,219米，2005年人口17,596，人口密度每平方公里52人。